# ماوريسيو روجاس تورو
ماوريسيو روجاس تورو (بالإسبانية: Mauricio Rojas)‏ (30 مارس 1978 في تشيلي - ) هو مدرب كرة قدم ولاعب كرة قدم تشيلي في مركز الوسط، شارك في الألعاب الأولمبية الصيفية 2000. ولعب مع أوداكس إيتاليانو وسانتياغو واندررز ونادي سان لويس ويونيون إسبانيولا وسان لويس دي كويلوتا وUnión Temuco ‏ ونادي كوبريسال.

## وصلات خارجية
- ماوريسيو روجاس تورو على موقع قاعدة بيانات كرة القدم.إي يو (الإنجليزية)
- ماوريسيو روجاس تورو على موقع Soccerway.com (الإنجليزية)
- ماوريسيو روجاس تورو على موقع عالم كرة القدم.نت (الإنجليزية)
- ماوريسيو روجاس تورو على موقع أوليمبيديا (الإنجليزية)